# God Control
"God Control" é uma canção gravada pela cantora norte-americana Madonna para seu décimo quarto álbum de estúdio, Madame X (2019). Foi escrita pela mesma e seu colaborador de longa data Mirwais Ahmadzaï, e produzida por eles, juntamente com Mike Dean. Liricamente, a música fala sobre controle de armas e também aborda o clima político dos Estados Unidos na época. É uma canção de pop experimental, disco e hi-NRG e apresenta o coro infantil Tiffin repetindo "perdemos o controle de armas" durante a faixa. No videoclipe oficial, é possível ver Madonna digitando a letra da música: "perdemos o controle de armas" e não "controle de Deus", como sugere o títiulo.
"God Control" recebeu análises positivas de críticos musicais, que a consideraram um dos destaques de Madame X. Em 26 de junho de 2019, foi lançado um videoclipe, dirigido por Jonas Åkerlund; intercalou imagens de Madonna como seu alter ego Madame X com cenas de uma boate onde um tiroteio acontece. O vídeo foi inspirado no tiroteio em uma boate em Orlando em 2016 e foi criticado pela mídia e pelos sobreviventes de tal massacre. No entanto, foi elogiado por alguns defensores do controle de armas. Madonna apresentou "God Control" durante sua aparição no Stonewall 50 - WorldPride NYC 2019, e como número de abertura de sua turnê Madame X Tour (2019-20).

## Antecedentes e composição
Em 2017, Madonna se mudou para Lisboa, Portugal, buscando uma escola de futebol para seu filho David, que queria se tornar um jogador de futebol de uma associação profissional. Enquanto morava na cidade, ela começou a conhecer artistas, pintores e músicos, que a convidavam para "sessões de sala de estar". Nessas sessões, eles traziam comida, sentavam-se à mesa e os músicos começavam a tocar instrumentos, cantando fado e samba. Encontrando-se "conectada através da música", a cantora decidiu criar um álbum: "Encontrei minha tribo [em Lisboa] e um mundo mágico de músicos incríveis que reforçaram minha crença de que a música em todo o mundo está realmente totalmente conectada e é a alma do universo", declarou ela. Em 15 de abril de 2019, Madonna revelou Madame X como o título de seu décimo quarto álbum de estúdio. Para o projeto, ela trabalhou com o colaborador de longa data Mirwais Ahmadzaï, que já havia trabalhado em seus álbuns Music (2000), American Life (2003) e Confessions on a Dance Floor (2005), além de Mike Dean, que atuou como produtor em Rebel Heart (2015) e Diplo.
"God Control" foi escrita por Madonna e Ahmadzaï e produzida pelos mesmos, juntamente com Dean. Foi descrita como uma música pop experimental, disco e hi-NRG. Liricamente, ela fala sobre controle de armas, bem como democracia e o estado político dos Estados Unidos. Musicalmente, ela foi descrita como um "mash-up eufórico, com camadas densas de samba-disco-gospel" com violinos e um som retrô. Apresenta um coral gospel, sons de tiros e vocais com efeito de vocoder. A música começa com Madonna cantando "Todo mundo sabe a verdade maldita / Nossa nação mentiu e perdeu o respeito" em um estilo de "dentes cerrados", seguido pelo coro infantil Tiffin repetindo a frase "perdemos o controle de armas" em uma maneira "assustadora". É seguido por um coro "excessivamente sentimental", inspirado no soul da Filadélfia, no qual Madonna canta em meio a versos de apoio "doidos" sobre "uma nova democracia". Em uma seção específica, há um rap que apresenta os artistas usando um sotaque "brega" — comparado por alguns críticos ao estilo vocal que ela usou em seu álbum de 1990, I'm Breathless, e à dupla eletrônica Daft Punk — para cantar "cada novo aniversário me dá esperança / é por isso que eu não fumo essa droga", e fala sobre seu cérebro ser "seu único amigo".

### Controvérsia
Em novembro de 2019, o músico norte-americano Casey Spooner afirmou que havia co-escrito "God Control", mas nunca foi creditado ou compensado por isso. Spooner disse que criou a melodia da música quando Mirwais pediu que ele reescrevesse a letra e misturasse o áudio de uma demo de seu álbum solo, na qual ele queria cantar em inglês sobre a política norte-americana. Logo depois, Mirwais abandonou o projeto para trabalhar com Madonna; Spooner manifestou interesse em trabalhar com a cantora, mas nunca recebeu uma resposta. Quando Spooner ouviu a melodia pela primeira vez em "God Control", ele sentiu que era muito semelhante à que havia criado e acusou o produtor de usar seu trabalho sem permissão; ele postou um trecho, comparando as duas músicas, em sua conta no Instagram. Segundo ele, uma vez que Madonna soube disso, ela entrou em contato com Spooner, alegando que não tinha conhecimento de suas contribuições, e ofereceu a ele US$ 10.000 como adiantamento — que depois foi aumentado para US$ 25.000 —, além de 15% de créditos e royalties. Spooner recusou, pois alegou que só receberia US$ 10.000 do acordo de US$ 25.000 depois de cobrir impostos e taxas legais. Ele também afirmou que "não há dinheiro em vendas de discos. Nem mesmo para Madonna", e exigiu que fosse pago a ele 1% dos lucros da turnê da cantora para "cobrir [minha] contribuição e danos".

## Análise da crítica
"God Control" recebeu análises geralmente positivas de críticos musicais. Stephen Thomas Erlewine, da AllMusic, escreveu que "a escuridão pesa [no álbum], surgindo ferozmente na fala de boca fechada em 'God Control'". Jeremy Helligar da Variety a considerou, ao lado da faixa anterior "Dark Ballet", como um dos momentos em Madame X em que "a verdadeira estranheza se instala" e "o mais próximo que Madonna pode chegar a sua própria 'Bohemian Rhapsody'". Ben Beaumont-Thomas, do The Guardian, chamou-a de uma das canções "chocantes do álbum, adequada apenas para amantes da schadenfreude ou estudiosos do camp extremo". Ele concluiu ainda que "ela é — apenas — brilhante e se tornará um objeto de desejo igualmente amado e desprezado entre os fãs". Mike Wass, do Idolator, disse que era um "experimento ousado e bem-sucedido [...] contagioso e talvez desnecessariamente barroco, mas queima com ambição e raiva. E ainda consegue ser pop". Rob Sheffield, da Rolling Stone, saudou-a como "um raro momento de eufemismo de Madonna". Louise Bruton do The Irish Times, afirmou que a música é "uma posição experimental contra o autoritarismo e o controle de armas através do pop distorcido no estilo Black Mirror [...] para basicamente sacudir nossos ombros e nos dizer para acordar, gado". Samuel R. Murrian, da Parade, classificou-a no número 96 em sua lista das 100 melhores músicas da artista.
Jonny Coleman, do The Hollywood Reporter, chamou a faixa de "uma odisséia de mais de seis minutos". Enquanto revisava Madame X para o The Independent, Alexandra Pollard disse que "God Control" era "um ataque às leis débeis de controle de armas dos Estados Unidos". Sal Cinquemani, da Slant Magazine, opinou que era a "pièce de résistance do álbum", bem como "a coisa mais emocionante que ela fez nos últimos anos". Para Spencer Kornhaber, do The Atlantic, parecia "como algumas músicas em uma só". No entanto, ele chamou-a de "uma visão irresistível do soul da Filadélfia" e a elogiou por ser "um comentário camp sobre como as pessoas podem dançar diante da crise" e "cativante e divertida". Wren Graves, do Consequence of Sound, listou "God Control" como uma das faixas de destaque em Madame X, dizendo: "As ambições de Madonna não são meramente musicais. Várias músicas [no álbum] contêm mensagens sociais com quantidades variadas delas [...] Mas a mensagem é ainda melhor expressa na ambiciosa 'God Control'". Daniel Welsh do The Huffington Post opinou que era uma das "faixas de festa do álbum tingidas de tristeza". Robbie Barnett, do Washington Blade, comparou-a com as músicas antigas de Madonna, "Music" e "Impressive Instant" (2000), chamando de "perfeitamente adequada para o consumo na pista de dança", bem como a melhor música do álbum. Em uma nota menos favorável, Rich Juzwiak, da Pitchfork, disse que "era para ser divertida, mas é cansativa".

## Videoclipe

### Antecedentes e sinopse

Captura do videoclipe de "God Control" mostrando Madonna morta e ensanguentada após um tiroteio em uma boate

Durante uma entrevista à People, Madonna disse que uma das principais razões pelas quais ela fez um vídeo para "God Control" foram seus filhos: "Eu mando meus filhos para a escola com o mesmo medo que toda mãe nesta época tem [...] É realmente assustador para mim que os espaços outrora seguros onde nos reunimos, adoramos e aprendemos sejam alvos. Ninguém está seguro". Em outra declaração, ela disse que também queria chamar a atenção para um problema em andamento nos Estados Unidos. Quanto aos que poderiam criticá-lo por ser muito graficamente vioento, ela respondeu: "é isso que acontece. Armas matam".
O videoclipe de "God Control" foi lançado em 26 de junho de 2019. Foi dirigido por Jonas Åkerlund, que já havia trabalhado com Madonna em vídeos como "Ray of Light" (1998), "Music" (2000), "American Life" (2003) e "Bitch I'm Madonna" (2015). Ele contou com as aparições da drag queen Monét X Change, da atriz Sofia Boutella e da YouTuber Gigi Gorgeous. Ele começa com um texto que diz: "A história que você está prestes a ver é muito perturbadora. Mostra cenas gráficas de violência armada. Mas acontece todos os dias. E tem que parar". Contada através de flashbacks em ordem cronológica inversa, a história começa com Madonna como seu alter ego Madame X, usando uma peruca preta curta e sentada em uma máquina de escrever digitando as letras da música, intercalada com imagens das filmagens em uma boate no estilo da Studio 54 em Nova Iorque. Foi especulado por revisores que essas cenas evocavam a boate de Orlando em 2016 e os tiroteios em Thousand Oaks em 2018. O vídeo então volta no tempo e mostra Madonna se preparando para sair; ela está usando um terno de ouro inspirado nos anos 1970 e uma peruca loira. Outras cenas mostram Madonna sendo agredida no caminho para a boate, um coral infantil cantando em uma vigília da igreja e filmagens de protestos contra armas e a Associação Nacional de Rifles. Ele termina com a frase "acorde", e uma citação da ativista dos direitos civis e membro do partido dos Panteras Negras, Angela Davis: "Não estou mais aceitando as coisas que não posso mudar. Estou mudando as coisas que não posso aceitar".

### Recepção
"Este é o seu alerta para acordar. A violência armada afeta desproporcionalmente crianças, adolescentes e os marginalizados em nossas comunidades... Honre as vítimas e exija o CONTROLE DE ARMAS. AGORA. Voluntário, levante-se, doe, alcance. Acorde e insista no senso comum de legislação sobre segurança de armas... Vidas inocentes dependem disso".

—Madonna falando sobre o videoclipe de "God Control" em seu Twitter.
O vídeo foi criticado por representar violência. Ryan Reed, da Rolling Stone, disse que ele tocou no tema da incapacidade da sociedade de restringir a posse de armas, e que certas cenas eram um contraste da "alegria de dançar em boates" e "da brutalidade de um tiroteio em massa". Alexa Camp, da Slant Magazine, observou semelhanças com o videoclipe original de "American Life"; enquanto esse era uma "sátira do consumo da guerra da sociedade moderna como entretenimento popular", 'God Control' descreve as armas de carnificina que a guerra pode causar aqui em casa". Camp também destacou alguns detalhes escondidos, incluindo alguns dos vídeos anteriores de Madonna. A cena em que a cantora é agredida pode ser vista como uma referência ao seu vídeo de 1989 para "Like a Prayer", no qual Madonna testemunha uma jovem mulher sendo atacada sexualmente por um grupo de homens. A foto de um crucifixo aparentemente chorando sangue era outra referência a "Like a Prayer", de acordo com Camp. A autora também apontou fotos emolduradas de Frida Kahlo, Simone de Beauvoir, Patti Smith e Martha Graham penduradas nas paredes ao redor da mesa de Madonna; esta última, segundo a artista, batizou-a com o apelido de "Madame X" no final da década de 1970.
Christopher Rudolph, do The Backlot, chamou de "perturbador banho de sangue disco". Spencer Kornhaben do The Atlantic disse que os tons gráficos do vídeo tiraram a "ambiguidade e o subtexto" da música, e o criticou por glamourizar o trauma e "amplificá-lo", sem "levar a conversa a um lugar novo". Ele concluiu dizendo que "pessoas que não simpatizam com a causa de Madonna não são suscetíveis de serem movidas; pessoas que simpatizam com a causa dela são deixadas se sentindo esgotadas". Sal Cinquemani da revista Billboard listou "God Control" como um dos nove vídeos mais controversos de Madonna.
Shannon Watts, que fundou a Moms Demand Action, agradeceu Madonna por aumentar a conscientização sobre os horrores da violência armada. O ator George Takei, que criou o grupo anti-armas 1Pulse4America após o tiroteio em Orlando e Marcha pelas Nossas Vidas, o grupo fundado após o massacre na Stoneman Douglas High School, estavam entre os que elogiaram a cantora e o vídeo. Patience Carter, sobrevivente do tiroteio em Orlando, escreveu: "Aplaudo a tentativa, mas estou verdadeiramente perturbada". Da mesma forma, o colega sobrevivente Brandon Wolf disse que apreciava a mensagem, mas sentiu que a cantora estava usando a tragédia e as vítimas como "adereços". Emma Gonzalez, sobrevivente do tiroteio na Stoneman Douglas High School, criticou o vídeo por ser "fodido e horrível".

## Apresentações ao vivo

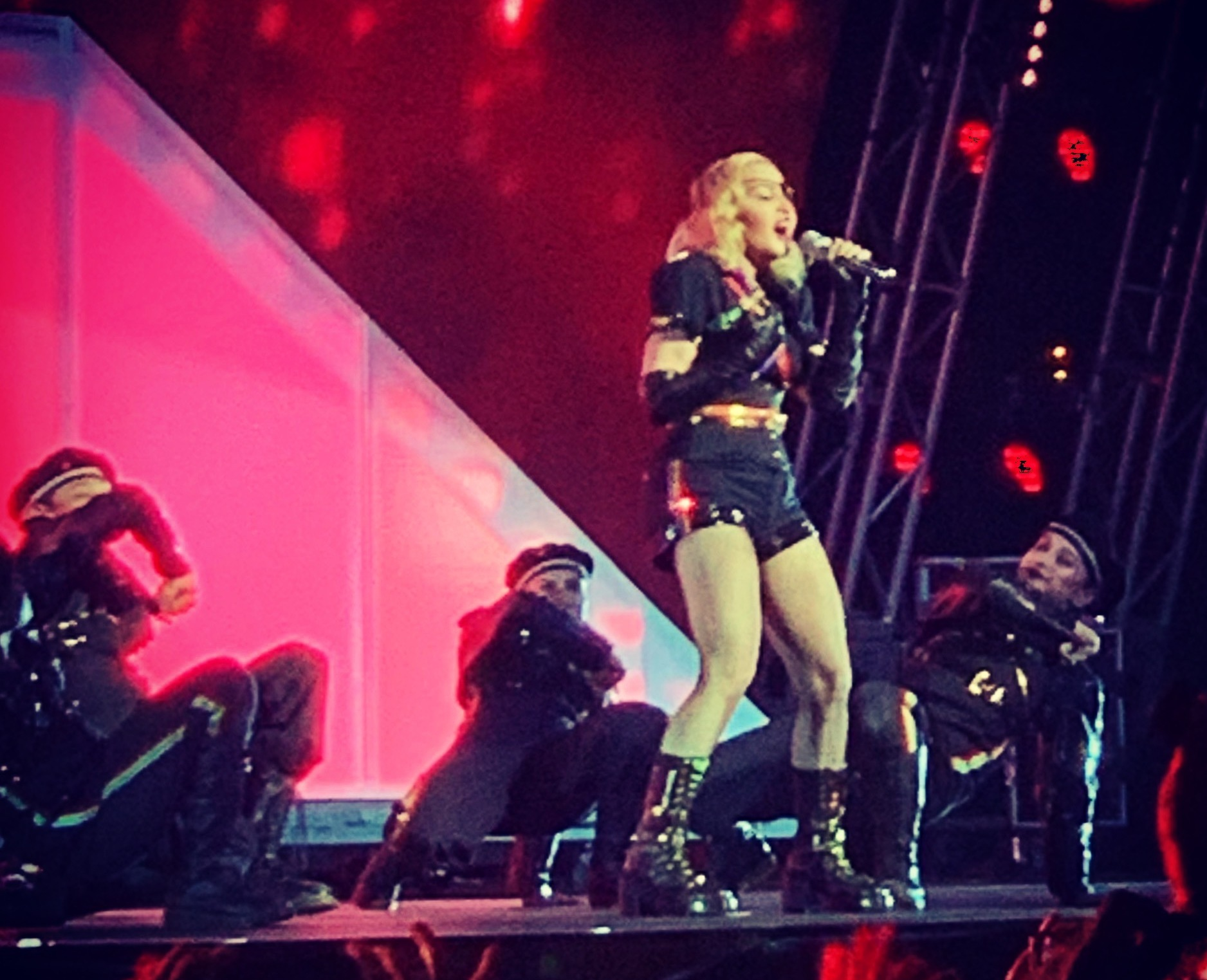
Madonna, cercada por seus dançarinos, cantando "God Control" durante o Stonewall 50 – WorldPride NYC 2019

Madonna cantou "God Control" pela primeira vez durante sua aparição no Stonewall 50 - WorldPride NYC 2019; ela usava um figurino Versace adornado por tapa-olho com um X, desenhado nas cores da bandeira do arco-íris, enquanto seus dançarinos de apoio estavam vestidos como policiais empunhando escudos de combate. A Billboard elogiou a "performance ao vivo visualmente poderosa [...] repleta de coreografia detalhada e um ritmo disco que fez a multidão girar e tremer".
A música foi então apresentada como o número de abertura da Madame X Tour entre 2019 e 2020. O concerto começava com uma citação de James Baldwin: "A arte está aqui para provar que toda segurança é uma ilusão... Os artistas estão aqui para perturbar a paz". Então, uma mulher estava sentada à máquina de escrever; cada pressionamento de tecla soava como um tiro, acompanhado por um dançarino se sacudindo e se encolhendo como se tivesse sido acertado por um tiro. Madonna então aparecia vestida com um traje da Guerra de Independência dos Estados Unidos para cantar a música enquanto era jogada entre os escudos de dois policiais; a apresentação contou com policiais atacando dançarinos sob uma montagem de notícias em vídeo. Em sua resenha de um dos concertos no Wiltern Theatre de Los Angeles, Kelli Syke Fadroski do Los Angeles Daily News opinou que "era um pouco irritante ouvir dezenas de efeitos sonoros de tiros ecoando por um local muito escuro. Mas esse era o ponto".

## Créditos
- Madonna – composição, vocais, produção
- Mirwais Ahmadzaï – composição, produtor
- Mike Dean – produtor
- Tiffin Children's Chorus – vocais de apoio

Créditos adaptados do encarte do álbum Madame X.